# 丹瑞戰爭 (1657年—1658年)
1657—1658年丹瑞戰爭（Dano-Swedish War of 1657–1658），又稱第一次卡爾·古斯塔夫戰爭（Første Karl Gustav-krig），是瑞典帝國與丹麥-挪威之間的一場戰爭，屬於第二次北方戰爭的一部分。
自1655年起，瑞典國王卡爾十世·古斯塔夫和他的軍隊忙於在波蘭作戰；丹麥國王弗雷德里克三世將這視作奪回十年前丹麥在托爾斯騰森戰爭後喪失的領土的機會。1657年六月，丹麥向瑞典宣戰。當聽聞戰事消息後，卡爾十世·古斯塔夫立刻率兵離開波蘭，穿過日爾曼地區從南方往北襲擊丹麥的日德蘭半島。到了1658年二月，瑞典軍隊已穿過小貝爾特海峽以及大貝爾特海峽，抵達菲英島向丹麥首都哥本哈根進軍。二月15日弗雷德里克三世宣布無條件投降，三月瑞典與丹麥簽訂羅斯基勒條約，丹麥將斯科訥、布萊金厄、布胡斯地區與挪威的特倫德拉格郡割讓予瑞典。